# Municipio de Fremont (Indiana)
El municipio de Fremont (en inglés: Fremont Township) es un municipio ubicado en el condado de Steuben en el estado estadounidense de Indiana. En el año 2010 tenía una población de 2993 habitantes y una densidad poblacional de 49,93 personas por km².

## Geografía
El municipio de Fremont se encuentra ubicado en las coordenadas 41°43′38″N 84°55′11″O / 41.72722, -84.91972. Según la Oficina del Censo de los Estados Unidos, el municipio tiene una superficie total de 59.95 km², de la cual 59,41 km² corresponden a tierra firme y (0,89 %) 0,53 km² es agua.

## Demografía
Según el censo de 2010, había 2993 personas residiendo en el municipio de Fremont. La densidad de población era de 49,93 hab./km². De los 2993 habitantes, el municipio de Fremont estaba compuesto por el 98,5 % blancos, el 0,17 % eran afroamericanos, el 0,27 % eran amerindios, el 0,3 % eran asiáticos, el 0,5 % eran de otras razas y el 0,27 % eran de una mezcla de razas. Del total de la población el 1,7 % eran hispanos o latinos de cualquier raza.